# Белый Июс
Бе́лый Ию́с   — река в Республике Хакасия, Россия. Длина — 224 км, площадь водосборного бассейна — 5370 км².

## Описание
В верховьях Белый Июс именуется Пихтерек и имеет характер быстрой горной реки, в низовьях течёт среди холмистых степных пространств западной окраины Чулымо-Енисейской котловины. Питание главным образом снеговое. Сплавная. Сливаясь с Чёрным Июсом, образуют реку Чулым, правый приток Оби.
Протекает по территории Орджоникидзевского и Ширинского районов. Образуется как река Пихтерек у подножья северо-восточного склона Кузнецкого Алатау. Истоками являются мелкие горные озёра на высоте 1000 м. В верхнем течении (до села Ефремкино) река типично горная, остальная часть — равнинная. Густота речной сети 0,5—0,7 км/км². Модуль стока — 5—10 л/(сек×км²).
Основные притоки первого порядка: левые — Тюхтерек, Большая Сыя, Малая Сыя, Тарга, Чёрная и др.; правые — Туралыг, Харатас, Тунгужуль, Шаблык, Тюрим и др. В долине находится более 10 населённых пунктов (Беренжак, Мендоль, Малая Сыя, Ефремкино, Белый Балахчин, Июс, Солёноозёрное и др.). Среднее течение — в пределах Чулымо-Енисейской впадины, русло сильномеандрирующее, долина заболочена. В районе селений Ефремкино и Малая Сыя на площади 40—50 тыс. га имеются экзотические скальные обнажения, пещеры (Ящик Пандоры, Археологическая и др.), памятники истории (поселение древнего человека, наскальные рисунки).
В бассейне среднего течения Белого Июса действует Июсский государственный природный заказник
В верховьях Белого Июса ведётся добыча золота (Коммунар, Беренжак). С развитием горнодобывающей промышленности продуктивность рыбного стада в Белом Июсе значительно снизилась. Мало стало хариуса, ленка, тайменя, а нельма практически исчезла.

## Притоки (км от устья)
- 17 км: река Кизилка (лв)
- 69 км: река без названия (лв)
- 88 км: река Тюрим (пр)
- 125 км: река Малая Сыя (лв)
- 131 км: река Большая Сыя (Правая Сыя) (лв)
- 134 км: река Аспад (пр)
- 138 км: река Ызыхчул (Изыкчул) (лв)
- 138 км: река Сарыгчул (лв)
- 143 км: река Шаблык (пр)
- 154 км: река Тунгужуль (пр)
- 172 км: река Беренджак (лв)
- 172 км: река Ипчул (лв)
- 172 км: река Харатас (Караташ, Кара-Тас) (пр)
- 179 км: река Андат (лв)
- 182 км: река Тюхтерек (лв)
- 192 км: река Туралыг (пр)

## Данные водного реестра
По данным государственного водного реестра России относится к Верхнеобскому бассейновому округу, водохозяйственный участок реки — Чулым от г. Ачинск до водомерного поста села Зырянское, речной подбассейн реки — Чулым. Речной бассейн реки — (Верхняя) Обь до впадения Иртыша.

## История
Радалов в своих путевых записках отметил о статуе, которую нашел Мессершмидт на Ак-Июсе во время экспедиции, которая вполне соответствует, по внешнему виду, каменным бабам южно-русских степей .
В окрестностях села Малая Сыя на берегу Белого Июса находится самое раннее поселение человека разумного на территории Хакасии палеолитическая стоянка Малая Сыя (30-35 тыс. л. н.), где были найдены сверленые украшения, обработанные резцами.

## Этимология
Ак-Июс (хак. Ах-Ӱӱс), ах «белый», ӱӱс «река» (от др.-тюрк. ӱгӱз «река»).
Жители Урала называют реки, на Запад текущие, реками белыми; те же которые текут на Восток или в Сибирь, реками черными[уточнить].